# Menorca
Menorca er en spansk ø og tilhører øgruppen de Baleariske Øer beliggende i Middelhavet. Dens navn hentyder til at øen er mindre end den nærliggende ø Mallorca (Majorca). 
Øen var kaldt Nura af fønikerne til ære for deres gud Baal, hvilket beyder "Ild-øen".
Menorca har et areal på 692 km2
og et befolkningstal på 100.323 (2024) indbyggere. Øens højeste punkt hedder Monte Toro og 358 meter over havets overflade.
Menorca var i mere end et århundrede regeret fra henholdsvis Frankrig og England, og har mange levn fa den tid.

## Sprog
På øen finder man en lokal dialekt af catalansk som kaldes menorquí. De grammatiske forskelle til catalansk er ikke særlig stor, og forskellen ligger mere i udtalelsen af ord. 

## Mad og drikke
Den mest typiske alkohol på øen er gin som man til lokale festivaler drikker med citron og frugten Pomada. Øen er også kendt for osten Queso Mahón, som man kan købe overalt på øen. Produktet mayonnaise er opkaldt efter Menorcas hovedstad Mahón.